# Rédange
Ne doit pas être confondu avec Redange-sur-Attert.
Rédange est une commune française située dans le département de la Moselle en région Grand Est.

## Géographie
La commune est située dans le Pays-haut du val d'Alzette et est frontalière avec la localité luxembourgeoise de Belvaux.

### Localisation
| Differdange ( Luxembourg)             | Sanem ( Luxembourg)     |                              |
| Hussigny-Godbrange Meurthe-et-Moselle | Rédange                 | Russange                     |
|                                       | Thil Meurthe-et-Moselle | Villerupt Meurthe-et-Moselle |

### Hydrographie

#### Réseau hydrographique
La commune est située dans le bassin versant de la Meuse et le bassin versant du Rhin au sein du bassin Rhin-Meuse. Elle est drainée par le canal du Moulin et le ruisseau Beler.

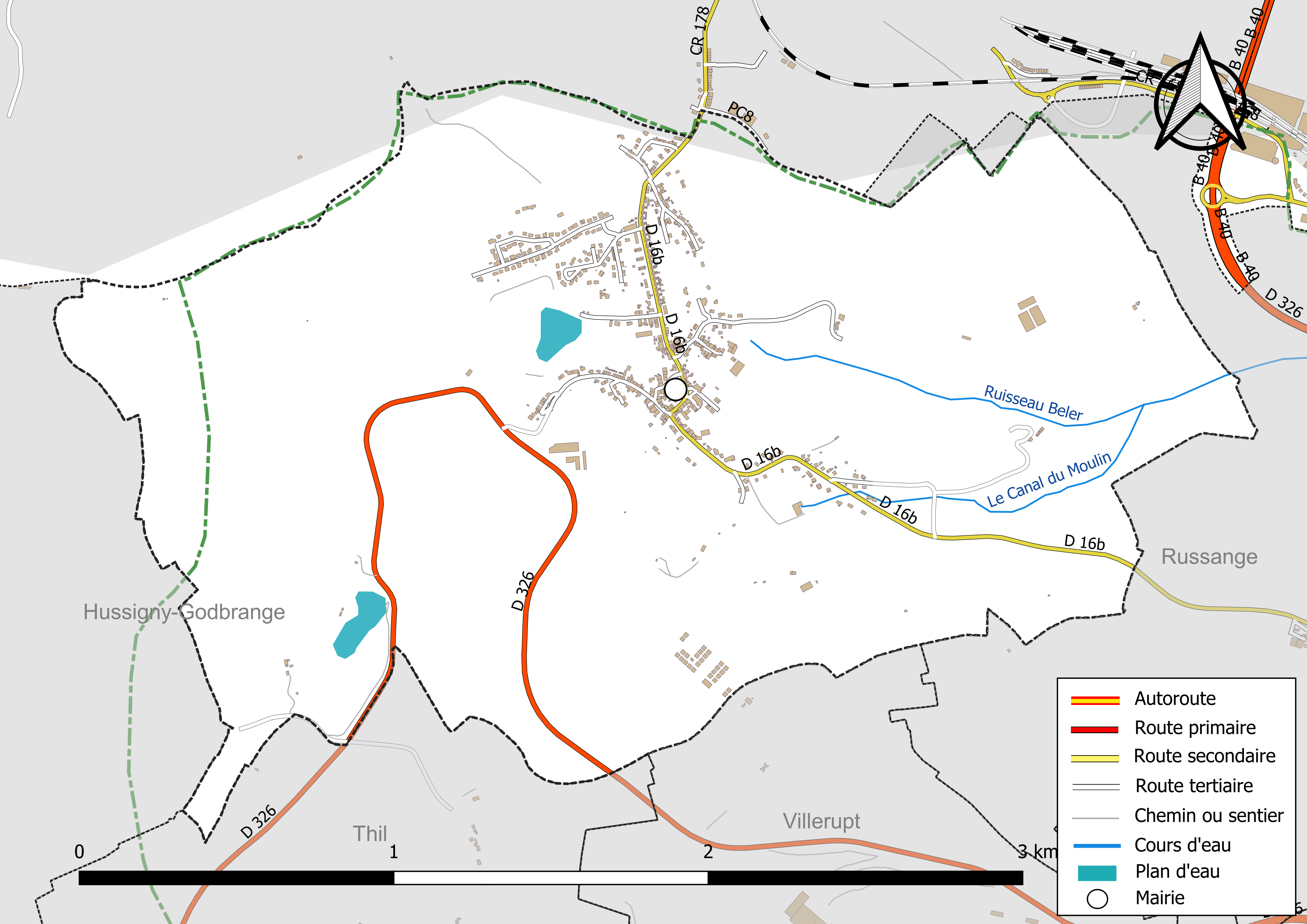
Réseaux hydrographique et routier de Rédange.

#### Gestion et qualité des eaux
Le territoire communal est couvert par le schéma d'aménagement et de gestion des eaux (SAGE) « Bassin ferrifère ». Ce document de planification, dont le territoire correspond aux anciennes galeries des mines de fer, des aquifères et des bassins versants associés, d'une superficie de 2 418 km2, a été approuvé le 27 mars 2015. La structure porteuse de l'élaboration et de la mise en œuvre est la région Grand Est. Il définit sur son territoire les objectifs généraux d’utilisation, de mise en valeur et de protection quantitative et qualitative des ressources en eau superficielle et souterraine, en respect des objectifs de qualité définis dans le SDAGE  du Bassin Rhin-Meuse.

### Climat
Pour des articles plus généraux, voir Climat du Grand Est et Climat de la Moselle.
En 2010, le climat de la commune est de type climat de montagne, selon une étude du Centre national de la recherche scientifique s'appuyant sur une série de données couvrant la période 1971-2000. En 2020, Météo-France publie une typologie des climats de la France métropolitaine dans laquelle la commune est exposée à un climat semi-continental et est dans la région climatique Lorraine, plateau de Langres, Morvan, caractérisée par un hiver rude (1,5 °C), des vents modérés et des brouillards fréquents en automne et hiver.
Pour la période 1971-2000, la température annuelle moyenne est de 9 °C, avec une amplitude thermique annuelle de 16,6 °C. Le cumul annuel moyen de précipitations est de 844 mm, avec 13,4 jours de précipitations en janvier et 9,6 jours en juillet. Pour la période 1991-2020, la température moyenne annuelle observée sur la station météorologique de Météo-France la plus proche, « Villette », sur la commune de Villette à 27 km à vol d'oiseau, est de 10,1 °C et le cumul annuel moyen de précipitations est de 909,4 mm. 
La température maximale relevée sur cette station est de 39 °C, atteinte le 25 juillet 2019 ; la température minimale est de −14,8 °C, atteinte le 20 décembre 2009,,.
Les paramètres climatiques de la commune ont été estimés pour le milieu du siècle (2041-2070) selon différents scénarios d'émission de gaz à effet de serre à partir des nouvelles projections climatiques de référence DRIAS-2020. Ils sont consultables sur un site dédié publié par Météo-France en novembre 2022.

## Urbanisme

### Typologie
Au 1er janvier 2024, Rédange est catégorisée ceinture urbaine, selon la nouvelle grille communale de densité à sept niveaux définie par l'Insee en 2022.
Elle appartient à l'unité urbaine d'Esch-sur-Alzette (LUX)-Villerupt (partie française), une agglomération internationale regroupant cinq  communes, dont elle est une commune de la banlieue,,. Par ailleurs la commune fait partie de l'aire d'attraction de Luxembourg (partie française), dont elle est une commune de la couronne,. Cette aire, qui regroupe 115 communes, est catégorisée dans les aires de 700 000 habitants ou plus (hors Paris),.

### Occupation des sols
L'occupation des sols de la commune, telle qu'elle ressort de la base de données européenne d’occupation biophysique des sols Corine Land Cover (CLC), est marquée par l'importance des forêts et milieux semi-naturels (49 % en 2018), en diminution par rapport à 1990 (50,5 %). La répartition détaillée en 2018 est la suivante : 
forêts (39,2 %), prairies (24,7 %), terres arables (15,7 %), zones urbanisées (10,4 %), milieux à végétation arbustive et/ou herbacée (9,8 %), mines, décharges et chantiers (0,2 %). L'évolution de l’occupation des sols de la commune et de ses infrastructures peut être observée sur les différentes représentations cartographiques du territoire : la carte de Cassini (XVIIIe siècle), la carte d'état-major (1820-1866) et les cartes ou photos aériennes de l'IGN pour la période actuelle (1950 à aujourd'hui).

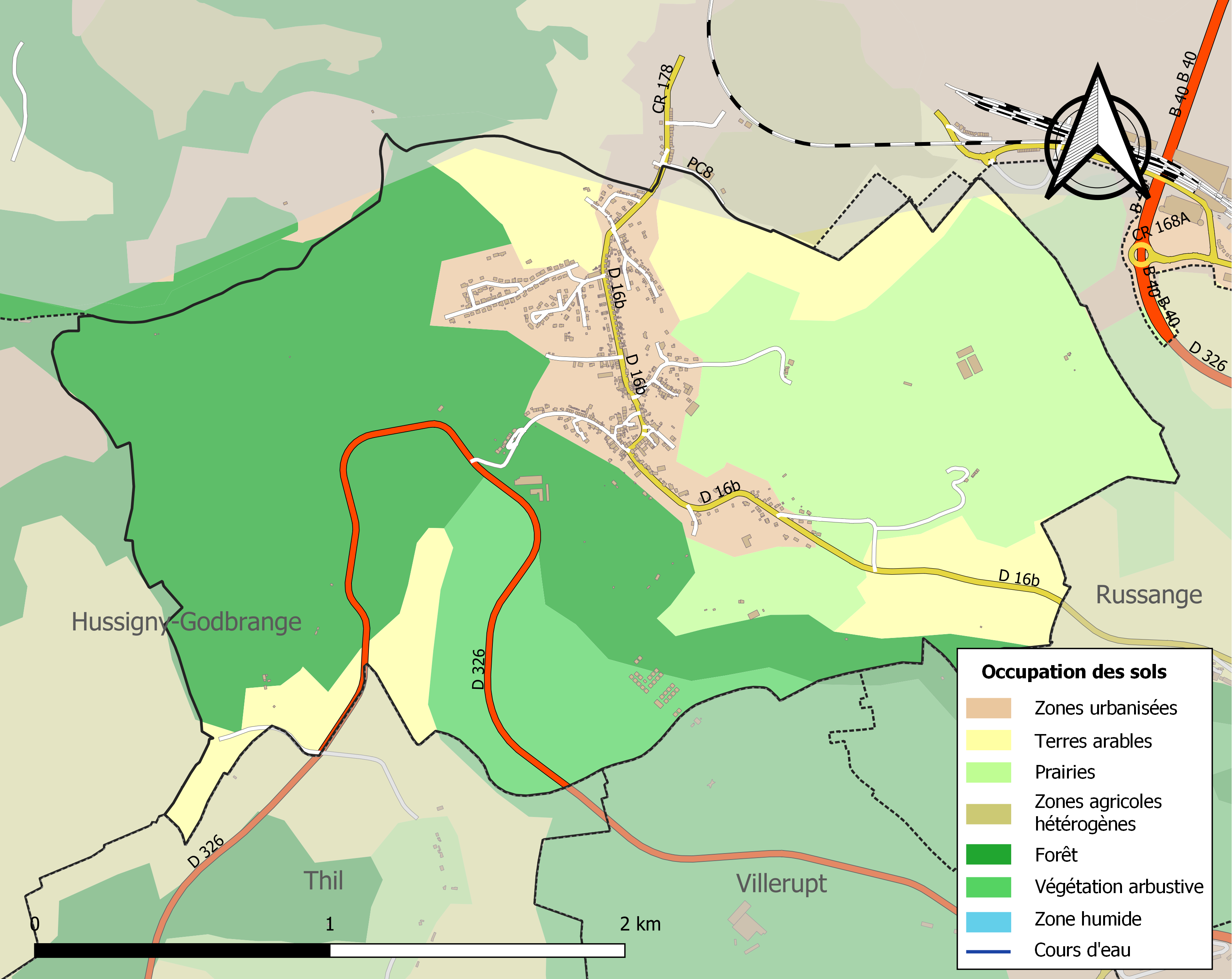
Carte des infrastructures et de l'occupation des sols de la commune en 2018 (CLC).

## Toponymie
- Ancien noms[16],[17] : Rodilinga (795), Radinga et Rodinga (926), Redingen (1169), Radange (1236), Raidange (1290), Redanges (1573), Rodange (1756), Redingen-en-Lorraine (sans date), Redingen (1871-1918 et 1940-1944).
- En luxembourgeois : Réidéng[18] et Däitsch-Réiden[19].

## Histoire
Dépendait de l'ancien duché de Luxembourg, était annexe de la paroisse de Soleuvre. Cédé à la Lorraine en 1602 avec Hussigny. Plus précisément, cet endroit a été réuni à la Lorraine par l'effet d'un traité de partage et de limites passé en 1602 entre les archiducs Albert et Isabelle, souverains des Pays-Bas, et le duc Henri de Lorraine. Rédange fit ensuite partie du bailliage de Villers-la-Montagne (1751-1790).
À la fin du XIXe siècle, au cours de la construction du café Anselmy rue de la Côte, on a mis au jour quelques tombes mérovingiennes enterrées dans le talus à gauche en allant vers Hussigny-Godbrange. On a découvert les vestiges d'une ancienne canalisation en terre cuite datant du début de notre ère le long de cette même rue. Quelques pièces de monnaie gallo-romaine et des tessons de poteries diverses de la même époque ont été retrouvés dans des jardins du vieux village autour de l'ancienne église.
En 1871, Adolphe Thiers souhaitait donner de l'espace à la place forte de Belfort devant rester française. Les Allemands, qui n'ignoraient pas la valeur du sous-sol, acceptèrent à condition de récupérer à leur profit des communes en déplaçant vers l'ouest la frontière prévue lors des préliminaires de paix signés à Versailles le 26 février 1871. Les communes de Rédange, Thil, Villerupt, Aumetz, Boulange, Lommerange, Sainte-Marie-aux-Chênes, Vionville devenaient donc allemandes. Villerupt, comme Thil, resta français grâce au normand Augustin Pouyer-Quertier, ministre des finances du gouvernement Thiers.
La société de Dilling a exploité deux hauts-fourneaux sur le site de Rédange qui en a compté jusqu'à trois.

## Politique et administration
| Période                                  | Période   | Identité         | Étiquette | Qualité |
| ---------------------------------------- | --------- | ---------------- | --------- | ------- |
| Les données manquantes sont à compléter. |           |                  |           |         |
| avant 1981                               | ?         | Michel Iserlohn  | DVG       |         |
| juin 1995                                | mars 2001 | Edmond Jankowski |           |         |
| mars 2001                                | mai 2014  | Serge Carloni    | DVG       |         |
| mai 2014                                 | En cours  | Daniel Cimarelli | DVG       |         |

## Démographie
L'évolution du nombre d'habitants est connue à travers les recensements de la population effectués dans la commune depuis 1793. Pour les communes de moins de 10 000 habitants, une enquête de recensement portant sur toute la population est réalisée tous les cinq ans, les populations de référence des années intermédiaires étant quant à elles estimées par interpolation ou extrapolation. Pour la commune, le premier recensement exhaustif entrant dans le cadre du nouveau dispositif a été réalisé en 2005.

En 2022, la commune comptait 1 004 habitants, en évolution de +1,11 % par rapport à 2016 (Moselle : +0,52 %, France hors Mayotte : +2,11 %).
| 1793 | 1800 | 1806 | 1821 | 1836 | 1841 | 1861 | 1866 | 1871 |
| ---- | ---- | ---- | ---- | ---- | ---- | ---- | ---- | ---- |
| 230  | 258  | 223  | 499  | 609  | 366  | 294  | 299  | 324  |

| 1875 | 1880 | 1885 | 1890  | 1895  | 1900  | 1905  | 1910  | 1921  |
| ---- | ---- | ---- | ----- | ----- | ----- | ----- | ----- | ----- |
| 321  | 402  | 555  | 1 207 | 1 274 | 1 646 | 1 616 | 1 631 | 1 280 |

| 1926  | 1931  | 1936  | 1946  | 1954  | 1962  | 1968  | 1975 | 1982 |
| ----- | ----- | ----- | ----- | ----- | ----- | ----- | ---- | ---- |
| 1 538 | 1 720 | 1 203 | 1 006 | 1 260 | 1 270 | 1 074 | 922  | 837  |

| 1990 | 1999 | 2005 | 2006 | 2010 | 2015 | 2020 | 2022  | - |
| ---- | ---- | ---- | ---- | ---- | ---- | ---- | ----- | - |
| 904  | 820  | 853  | 863  | 984  | 954  | 996  | 1 004 | - |

## Culture locale et patrimoine

### Langue
Le dialecte traditionnel de la commune est le francique luxembourgeois. Dialecte qui était encore largement parlé par les anciens dans les années 1980. 
Cependant le vocabulaire local est quelque peu différent par rapport au luxembourgeois standard.

### Lieux et monuments

#### Édifices civils
- Passage d'une voie romaine ; vestiges d'une villa.
- Fermes :
  - d’après la carte de Cassini relevée entre 1740 et 1789, il existait une ferme nommée ferme des Dames religieuses puis ferme Guissard à l’emplacement actuel de la « cantine ». Cette ferme a été tenue par la famille Bleu (Bleu Nicolas, fermier des dames religieuses marié avec Frans Anne-Marie) jusqu'à la fin du XVIIIe siècle (voir généalogie des familles de Rédange avant 1935). Après la Révolution française, la ferme fut la propriété de la famille Guissard jusqu’à l’annexion allemande de 1871. Cette ferme de deux bâtisses et les terrains attenants furent rachetés par les maîtres de forges allemands pour implanter la fonderie et le crassier disparu en 2012. La ferme fut transformée en cantine des ouvriers des mines et fonderies de Rédange-Dilling ; elle est aujourd'hui divisée en appartements privés rue Sainte-Barbe.
  - la ferme de la Foiret (ou Forêt) apparaît aussi sur la carte de Cassini tout comme sur le cadastre allemand de 1875. Elle se situait entre les deux chemins qui vont vers Belval et était constituée de deux bâtiments. Il semblerait que cette ferme fut détruite par l'attaque allemande du 10 mai 1940 ; les Allemands croyant avoir affaire à un poste de résistance français. Cette ferme était habitée par la famille de Philippe Krier Philippe époux de Marie-Catherine Hannen durant la Révolution et la Restauration (voir la généalogie des familles de Rédange). La dernière famille à y avoir séjourné était la famille Melchior.
  - au-dessus des deux étangs, au bout de la rue du 2e-Dragon, se trouvait la fonderie (1883-1929). Après la démolition des trois hauts-fourneaux, les bâtiments restants ont servi d'ateliers d'entretien et de centrale électrique pour les mines jusqu’en 1963.

Certains lieux-dits ont des noms bien spécifiques : la Sprett, la Nock, le Congo…

#### Édifices religieux
- Église Saint-Quirin, construite en 1753, désaffectée, seul le clocher a été rénové en 2009.
- Église Saint-Brice de style néo-gothique, construite en 1890 et possédant un orgue de 1926 construit par Franz Kriess et transformé en 1954-1955 par Jean-Georges Koenig. Cet instrument de 19 jeux à traction pneumatique possède également un magnifique buffet néo-gothique.
- Chapelle Saint-Mathias : elle se trouvait à l’intersection de la voie romaine qui venait de Tiercelet pour aller vers le Titelberg. À l’emplacement de la chapelle il y eut longtemps une croix qui, une fois tombée n'a plus été remise à sa place.
- Chapelle de Rédange.
- Ancien temple protestant réformé style néo-Renaissance, rue de Belvaux vendu en 1960.

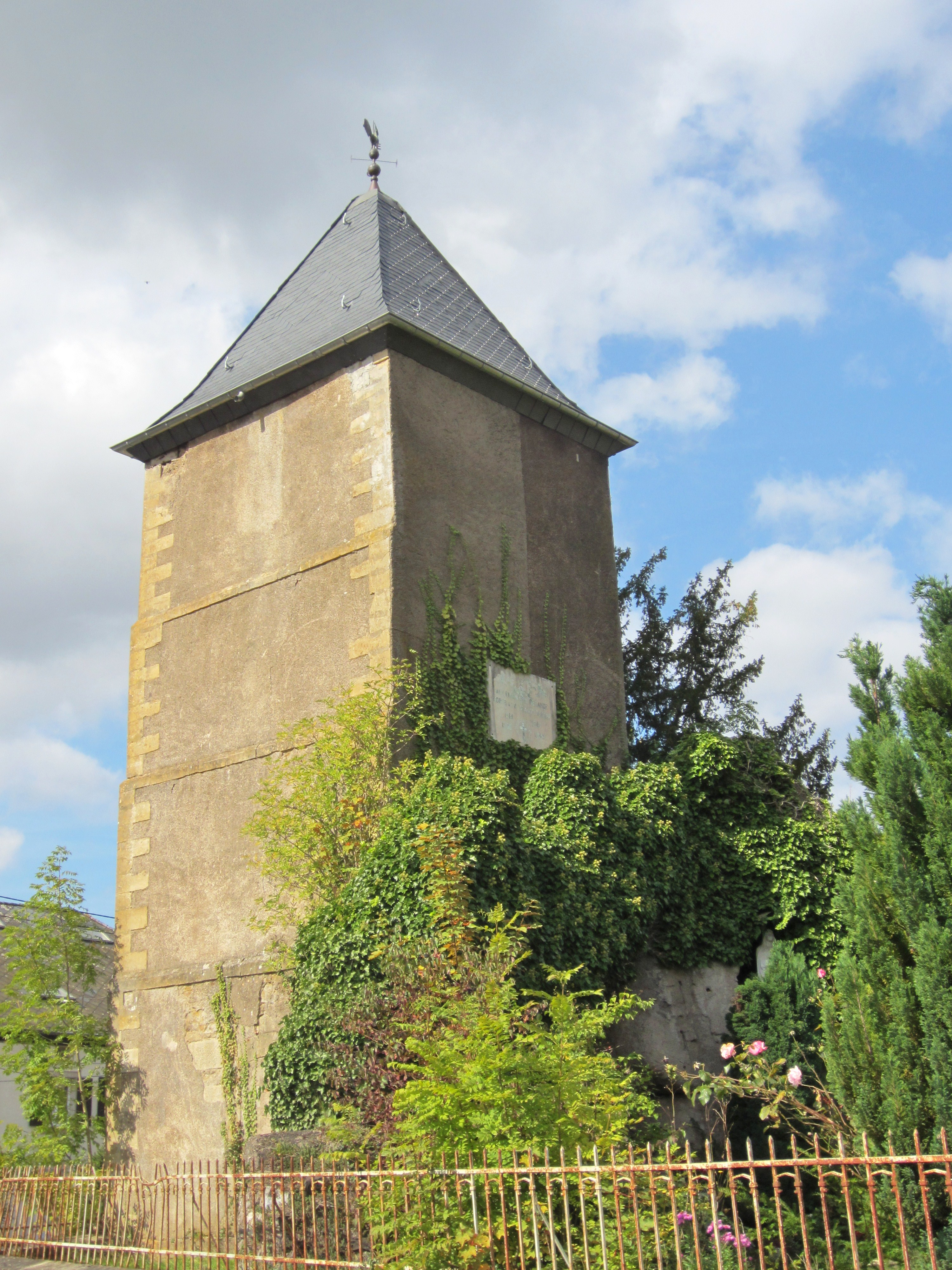
Église Saint-Quirin.
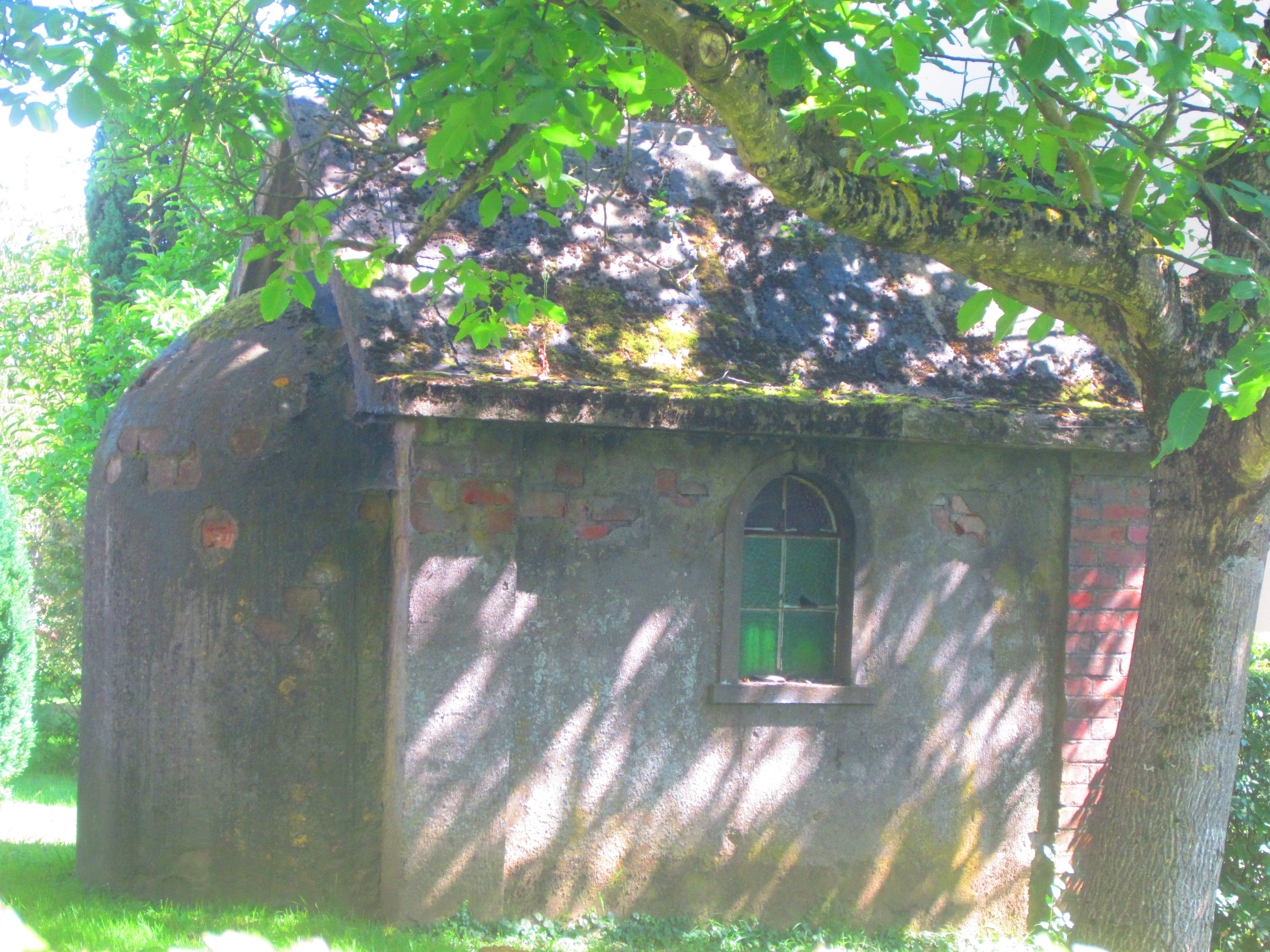
Chapelle de Rédange.
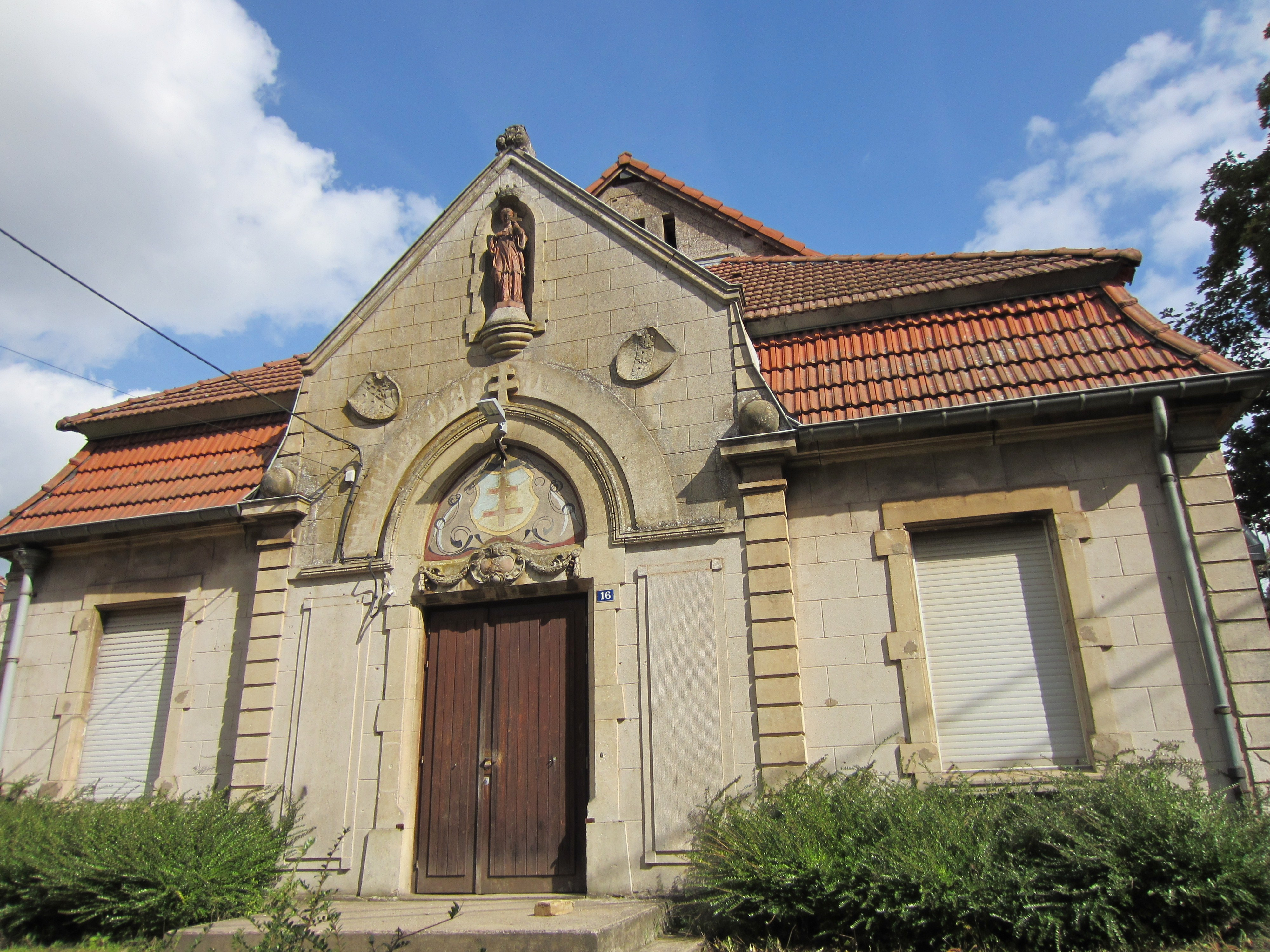
Salle des fêtes.

### Personnalités liées à la commune
- Jean-Joseph Welter, né à Rédange en 1763 et décédé à Paris en 1852. Il travailla avec Claude Louis Berthollet, Lavoisier et Jean-François Clouet en tant qu’« instructeur chimiste ». Il a été enterré au cimetière du Père-Lachaise dans le caveau de la famille Michelez. La plaque en fonte fixée sur la tour de l’ancienne église de Redange par la famille Welter date de 1853 et retrace l’œuvre du savant[27].
- Gabriel Welter, né à Rédange en 1822 et décédé à Rédange en 1889. Il fut maire du village de 1865 à 1889. Il se distingua au cours de la Guerre de 1870 par l’épisode de l’escarmouche du 30 août 1870. Il paya très cher son patriotisme et ne se remit jamais vraiment des mauvais traitements infligés par les Prussiens mais surtout de l’annexion de Rédange à l’empire allemand. Il était le neveu de Jean-Joseph Welter, il est enterré au cimetière de Rédange mais sa tombe est en très mauvais état.
- Ferréol Welter, fils de Gabriel, né à Rédange en 1859, retraça l’escarmouche d’Audun-le-Tiche du 30 août 1870 dans un fascicule daté de 1921. Il réhabilite l’action méconnue de son père et permet ainsi d’avoir une bonne base d’étude pour l’histoire locale.
- Symphorien Welter (1850-1917), fils aîné de Gabriel (Jahr-Buch der Gesellschaft für lothringische Geschichte und Alterkunde 1902 Metz).

### Héraldique
| Blason de Rédange | Blason  | Coupé d'or à l’ours passant de sable colleté de gueules, et de gueules au lion léopardé d'or. |
| Blason de Rédange | Détails | Le statut officiel du blason reste à déterminer.                                              |